# Jacques Carelman
Jacques Carelman fue un pintor, decorador de teatro e ilustrador francés (Marsella, 1929 - Argenteuil, 28 de marzo de 2012). Fue conocido por sus diseños de objetos imposibles.

## Publicaciones
- Catalog of fantastic things, publicado 1971 por Ballantine Books en Nueva York, versión para EE.UU. por Amram M. Ducovny, tradujo Barbara y George Davidson en Catalogue d'objets introuvables et cependant indispensables aux personnes telles que acrobates, ajusteurs, amateurs d'art, alpinistes... Balland, París, 1969 - Livre de poche, 1975 - Le Cherche Midi, París, 1999, 2010
- A Catalogue of Unfindable Objects, Objets Introuvables, publicado 27 de septiembre de 1984 por Century Hutchinson
- Saroka la géante, tale, Le Terrain vague, 1965
- Zazie dans le métro, libro cómic basado en la novela de Raymond Queneau, Gallimard, 1966
- Petit supplément à l'Encyclopédie ou Dictionnaire raisonné des sciences, des arts et des métiers de Diderot et d'Alembert, recueil de planches sur quelques sciences, métiers et arts mécaniques du XXe siècle, avec leur explication, Balland, París, 1971
- Catalogue de timbres-poste introuvables, Balland, París, 1972 - Les éditions Cartouche, París, 2011
- La Peinture au quart de tour, París, Au crayon qui tue, 2000